# 中国国际航空1350号班机劫持事件
中国国际航空1350号班机劫持事件是一起于2018年4月15日9时36分在中国国际航空班机上发生的一次劫机事件。

## 事件经过
該航班為中国国际航空1350號（CA1350）從长沙飞往北京的定期航班。2018年4月15日8时40分，该航班从长沙黄花国际机场起飞。9时36分，该航班上一名乘客使用钢笔劫持乘务长，机组宣布遇到劫持行为并挂应答机代码7500。该航班随后于9时58分备降郑州新郑国际机场。国航则宣布该航班因“公共安全原因”备降郑州。13时17分，事故处理完毕，事故中无人员伤亡。
该航班随后于18时59分复飞，20时24分抵达北京首都国际机场。

## 事后
据悉，劫机者姓徐，湖南人，有精神病史。劫机时因精神病突发而劫持乘务长。北京一律师事务所的主任律师表示劫机者在劫机时若是处于精神病发病状态，则不会承担刑事责任。